# Mountain View (Washington)
Pour les articles homonymes, voir Mountain View.
Mountain View est une localité américaine du comté de Whatcom, dans l'état de Washington.
Un poste de police y a été établi en 1891 et a fonctionné jusqu'en 1908.